# تأسيس التقديس (كتاب)
تأسيس التقديس أو أساس التقديس كتاب في علم الكلام من تأليف فخر الدين الرازي، يعالج فيه مشكلة الآيات والأخبار التي يوحي ظاهرها بالتشبيه والتجسيم. وقد برع الرازي في معالجته لهذه المشكلة مدركًا لموقف السلف، واقفًا بالمرصاد لمن حادوا عنه، مستخدمًا في ذلك وسائله المعرفية وأدلته العقلية في الرد على الذي يعدهم من فرقتي الكرامية والحشوية الذين انحرفوا عن منهج أهل السنة والجماعة- من وجهة نظره-، بما ذهبوا إليه من التجسيم، والقول بالجهة والمكان والحيز.
وقد أثنى على الكتاب محمد زاهد الكوثري في تعليقه على كتاب «السيف الصقيل في الرد على ابن زفيل» فقال عنه: "وهو كتاب يحق أن يكتب بماء الذهب، وأن يجعل من كتب الدراسة في بلاد تشيع فيها مخازي المشبهة وهو كاف في قمعهم، والله سبحانه يكافيه على ذلك".

## موضوع الكتاب ومنهجه
يثبت وجود الله ويؤول الصفات التي توهم أعضاء لله كاليد والرجل والعين والوجه، ويؤول النصوص التي توهم أفعالاً لله لا تليق به كالجلوس والحركة والمكر والضحك.
يقول الإمام الرازي في تفسيره الكبير للآية رقم 67 من سورة الزمر القائلة: ﴿وَمَا قَدَرُوا اللَّهَ حَقَّ قَدْرِهِ وَالْأَرْضُ جَمِيعًا قَبْضَتُهُ يَوْمَ الْقِيَامَةِ وَالسَّمَاوَاتُ مَطْوِيَّاتٌ بِيَمِينِهِ سُبْحَانَهُ وَتَعَالَى عَمَّا يُشْرِكُونَ ۝٦٧﴾ [الزمر:67]
«...ولنرجع إلى الطريق الحقيقي فنقول لا شك أن لفظ القبضة واليمين مشعر بهذه الأعضاء والجوارح، إلا أن الدلائل العقلية قامت على امتناع ثبوت الأعضاء والجوارح لله تعالى، فوجب حمل هذه الأعضاء على وجوه المجاز، فنقول إنه يقال فلان في قبضة فلان إذا كان تحت تدبيره وتسخيره. قال تعالى: ﴿إلا على أزواجهم أو ما ملكت أيمانهم﴾ سورة المعارج: 30 والمراد منه كونه مملوكاً له، ويقال هذه الدار في يد فلان، وفلان صاحب اليد، والمراد من الكل القدرة، والفقهاء يقولون في الشروط وقبض فلان كذا وصار في قبضته، ولا يريدون إلا خلوص ملكه، وإذا ثبت تعذر حمل هذه الألفاظ على حقائقها وجب حملها على مجازاتها صوناً لهذه النصوص عن التعطيل، فهذا هو الكلام الحقيقي في هذا الباب، ولنا كتاب مفرد في إثبات تنزيه الله تعالى عن الجسمية والمكان، سميناه بتأسيس التقديس، من أراد الإطناب في هذا الباب فليرجع إليه.»

## سبب التأليف
الهدف من تأليفه للكتاب هو إثبات تنزيه الله تعالى عن الجسمية والمكان، وقد قسمه إلى أربعة أقسام جاءت على النحو التالي:
- القسم الأول: الدلائل الدالة على أنه تعالى منزه عن الجسمية والحيز.
- القسم الثاني: في تأويل المتشابهات من الأخبار والآيات.
- القسم الثالث والرابع: في تقرير مذهب السلف.

وقد ألّف الرازي هذا الكتاب للرد على ابن خزيمة، واستعان في رده عليه بعدد من العلماء على رأسهم أبي حامد الغزالي، ولم يترك حديثاً أتى به ابن خزيمة من غير أن يذكره ويُبيّن تأويله ومعناه على الحقيقة والمجاز، وكل الأحاديث التي ذكرها الرازي قد نقلها بنصها من كتاب «التوحيد وإثبات صفات الرب» لابن خزيمة ليبطل شُبهاته بالأدلة العقلية والنقلية.
| تأسيس التقديس (كتاب) | الحمد لله الواجب وجوده وبقاؤه، الممتنع تغيره وفناؤه، العظيم قدره واستعلاؤه، العميم نعماؤه وآلاؤه، الدالة على وحدانيته أرضه وسماؤه، المتعالية عن شوائب التشبيه والتعطيل صفاته وأسماؤه، فاستواؤه: قهره واستيلاؤه، ونزوله: بره وعطاؤه، ومجيئه: حكمه وقضاؤه، ووجهه: وجوده أو جوده وحباؤه، وعينه: حفظه، وعونه: اجتباؤه، وضحكه: عفوه، أو إذنه وارتضاؤه، ويده: إنعامه وإكرامه واصطفاؤه، ولا يجري في الدارين من أفعاله إلا ما يريده ويشاؤه، العظمة إزاره، والكبرياء رداؤه، أحمده على جزيل نعمه، وجميل كرمه، وأشهد أن لا إله إلا الله، وحده لا شريك له، وأشهد أن محمدا عبده ورسوله، أرسله بالهدى ودين الحق ليظهره على الدين كله ولو كره المشركون... أما بعد وإني وإن كنت ساكنًا في أقصى بلاد المشرق، إلا أني سمعت أهل المشرق والمغرب، مطبقين متفقين، على أن السلطان المعظم، العالم العادل المجاهد، سيف الدنيا والدين، سلطان الإسلام والمسلمين، أفضل سلاطين الحق واليقين أبا بكر بن أيوب لا زالت آيات راياته في تقوية الدين الحق، والمذهب الصدق، متصاعدة إلى عَنَان السماء وآثار أنوار قدرته ومكنته باقية، بحسب تعاقب الصباح والمساء، أفضل الملوك وأكمل السلاطين، في آيات الفضل، وبينات الصدق، وتقوية الدين القويم، ونصرة الصراط المستقيم، فأردت أن أتحفه بتحفة سنية، وهدية مرضية، فأتحفته بهذا الكتاب، الذي سميته بأساس التقديس على بعد الدار وتباين الأقطار، وسألت الله الكريم أن ينفعه به في الدارين بفضله وكرمه. | تأسيس التقديس (كتاب) |

## اقتباس من الكتاب
«الشبهة الرابعة: تمسكوا برفع الأيدي إلى السماء، قالوا: وهذا شيء يفعله أرباب النحل فدل على أنه تقرر في جميع عقول الخلق كون الإله في جهة فوق. الجواب: أن هذا معارض بما تقرر في جميع عقول الخلق أنهم عند تعظيم خالق العالم يضعون جباههم على الأرض ولما لم يدل هذا على كون خالق العالم في الأرض لم يدل ما ذكروه على أنه في السماء، وأيضا فالخلق إنما يقدمون على رفع الأيدي إلى السماء لوجوه أخرى وراء اعتقادهم أن خالق العالم في السماء: الأول: أن أعظم الأشياء نفعا للخلق ظهور الأنوار وأنها إنما تظهر من جانب السموات. الثاني: أن نزول الغيث من جهة الفوق، ولما كانت هذه الأشياء التي هي منافع الخلق إنما تنزل من جانب السموات لا جَرَمَ كان ذلك الجانب عندهم أشرف وتعلق الخاطر بالأشرف أقوى من تعلقه بالأخنس وهذا هو سبب في رفع الأيدي إلى السماء وأيضا أنه تعالى جعل العرش قبلة لدعائنا كما جعل الكعبة قبلة لصلاتنا، وأيضا أنه تعالى جعل الملائكة وسائط في مصالح هذا العالم، قال تعالى: {فالمدبرات أمرا} وقال تعالى: {فالمقسمات أمرا}. وأجمعوا على أن جبريل عليه السلام ملك الوحي والتنزيل والنبوة، وميكائيل ملك الأرزاق، وعزرائيل ملك الموت ملك الوفاة، وكذا القول في سائر الأمور، وإذا كان الأمر كذلك لم يـبعد أن يكون الغرض من رفع الأيدي إلى السماء رفع الأيدي إلى الملائكة وبالله التوفيق.»

## ردود
اعتبر ابن تيمية أن الكتاب ليس على منهج السنة وإنما فيه تحريف وصرف للفظ عن ظاهره، ولذا فقد تصدى للرد عليه في كتابه نقض التأسيس. وقد رد على ادعاءات ابن تيمية عدد من العلماء – قديماً وحديثاً – منهم: شهاب الدين بن جهبل،
وتقي الدين الحصني، منصور محمد عويس، وسعيد فودة.